# Gérald Passi
Gérald Passi (* 21. ledna 1964 v Albi) je bývalý francouzský fotbalista.

## Ocenění

### Klubové
AS Monaco
- Francouzský pohár: 1991